# Sotouboua
Sotouboua – miasto w Togo (region Centre). Według danych szacunkowych na rok 2020 liczy 21 054 mieszkańców.